# Tulipan (serial telewizyjny)
Tulipan – polski serial telewizyjny z roku 1986, przedstawiający perypetie uwodziciela-oszusta o przydomku Tulipan. Serial luźno nawiązuje do prawdziwych wyczynów uwodziciela Jerzego Kalibabki.

## Obsada

### Główne role
- Jan Monczka − Tulipan
- Pola Raksa − dziennikarka Barbara Kubicka
- Renata Głasek − Gosia
- Hanna Stankówna − Nina
- Grażyna Marzec − Halina, przyjaciółka redaktor Kubickiej
- Elżbieta Kijowska − poderwana na imprezie kobieta
- Ewa Konstanciak − Mary
- Marta Klubowicz − Anna Zawadzka, kobieta Tulipana
- Dorota Dobrowolska-Ferenc − dziewczyna poznana w pociągu
- Piotr Skarga − konferansjer na imprezie
- Maciej Szary − George, klient Tiny
- Ewa Milde − poderwana na imprezie kobieta
- Ernest Bryll − docent Wojciech Wieczorek
- Janusz Cywiński − jubiler
- Jerzy Kryszak − kapitan Jerzy Marek
- Andrzej Szenajch − taksówkarz Henio
- Helena Kowalczykowa − Róża, służąca pani Niny
- Artur Barciś − Zbyszek, brat Kasi terminujący u szewca

| - Maria Probosz − Kasia - Włodzimierz Kwaskowski − szewc - Jacek Strzemżalski − Robert, właściciel salonu gier, kolega Jurka - Krystyna Kołodziejczyk − matka Gosi - Andrzej Gawroński − Michał, ojciec Gosi - Ewa Sudakiewicz − Hania, dziewczyna poderwana na imprezie |  | - Roman Bartosiewicz − oficer milicji, współpracownik kapitana Marka - Małgorzata Boratyńska − Dorota - Krystyna Tkacz − pani Alina, matka Doroty - Stanisław Brudny − ojciec Doroty - Anna Milewska − Zawadzka, matka Ani - Marcin Buczkowski |

### Wystąpili także
Odcinek 1:
| - Katarzyna Łaniewska − matka Jurka - Monika Orłoś − Karin - Ewa Ziętek − Agata, siostra Karin - Maria Pakulnis − prostytutka „Tina” - Teresa Gałczyńska − Iza - Zygmunt Hobot − szatniarz Gienio - Roman Kosierkiewicz − szatniarz - Czesław Magnowski − „Glaca” - Mirosława Nyckowska - Bożena Robakowska - Jarosław Tyrański |  | - Jacek Godek - Stanisław Dąbrowski - Krzysztof Stasierowski - Zbigniew Łobodziński - Wiesława Gutowska - Marcin Sznajder - Ireneusz Wykurz - Andrzej Wykrętowicz - Krzysztof Nowik - Janusz Dymek - Wojciech Pastuszko |

Odcinek 2:
| - Małgorzata Bogdańska − złodziejka na dworcu - Bogdan Niewinowski − uczestnik imprezy - Maria Garbowska − sąsiadka ojca Gosi |  | - Zdzisław Winiarczyk - Włodzimierz Nakwaski - Grzegorz Okrasa |

Odcinek 3:
| - Anna Gornostaj − Marzena - Zofia Merle − ciotka Ani - Wanda Koczeska − matka Marzeny - Wiktor Nanowski − ojciec Marzeny - Bogumił Kłodkowski − jubiler |  | - Bernard Michalski − oficer milicji przesłuchujący „Tulipana” - Ewa Ciepiela - Ewa Maria Hesse - Renata Fijałkowska - Andrzej Bieniasz - Tadeusz Hanusek |

Odcinek 4:
| - Jolanta Gogolewska − kosmetyczka Ula |  | - Maria Seroczyńska |

Odcinek 5:
| - Janusz Bylczyński − Zawadzki, ojciec Ani - Krystyna Borowicz − Kubiakowa, szefowa Kasi - Bogusław Sobczuk − adwokat - Stanisław Gawlik − krawiec |  | - Leonard Andrzejewski − taksówkarz Zdzisio - Wojciech Kaczanowski - Halina Michalska - Zbigniew Plato |

Odcinek 6:
| - Marek Kondrat − homoseksualista, klient szewca - Włodzimierz Bednarski − Nowakowski, dyrektor krakowskiej telewizji - Jan Suzin − w roli samego siebie - Marek Kępiński − milicjant przesłuchujący „Tulipana” - Kazimierz Wysota − Olek, realizator wywiadu z „Tulipanem” - Piotr Grabowski − realizator wywiadu z „Tulipanem” - Dariusz Jakubowski − milicjant, organizator obławy na „Tulipana” - Leopold Matuszczak − milicjant, organizator obławy na „Tulipana” |  | - Wojciech Skibiński − milicjant konwojujący „Tulipana” do Kamienia Pomorskiego - Tadeusz Somogi − porucznik Szota - Jacek Domański − milicjant aresztujący „Tulipana” przed parkiem - Mariusz Gorczyński − stróż wpuszczający ciągnik z węglem - Józef Kalita − chłop z siekierą - Jacek Bielenia - Jerzy Fornal - Aleksander Gawroński - Tomasz Lengren - Grzegorz Potocki - Jacek Sobala |